# Teri Garr
Teri Garr, nascuda com a Terry Ann Garr, (Lakewood, 11 de desembre de 1944 - Los Angeles, 29 d'octubre de 2024) fou una actriu, cantant, comediant, ballarina i actriu de veu estatunidenca. L'any 1982 va ser nominada a l'Oscar a la Millor Actriu de Repartiment per la seva actuació a la pel·lícula Tootsie. Altres papers seus importants foren el de Phoebe Abbott durant tres episodis de la sèrie de televisió Friends, i en un paper principal, com a actriu convidada, al capítol «Missió: la Terra» de l'any 1968 a la sèrie original Star Trek.

## Biografia
El seu pare, Eddie Garr, nascut com a Edward Leo Gonnoud, era un actor de vodevil, comediant i actor que va tenir el seu moment culminant quan va representar el paper principal en el drama representat a Broadway Tobacco Road. Va canviar el seu cognom abans que nasqués na Teri. La seva mare, Phyllis Lind, nascuda com a Emma Schmotzer, era ballarina, una Rockette, supervisora de vestuari i model. El seu pare era d'ascendència irlandesa i els seus avis materns eren immigrants austríacs.

## Carrera
En l'inici de la seva carrera, es va donar a conèixer com a Terri Garr, Terry Garr, Teri Hope, o Terry Carr. El seu debut cinematogràfic fou un paper d'extra a A Swingin' Affair (1963). Al final del seu últim any a la Magnificat High School, va optar a fer un paper per a l'obra West Side Story, on va coincidir amb una de les persones més importants de l'inici de la seva carrera, en David Winters, qui va esdevenir amic seu, el seu professor de ball, mentor i que li va aconseguir diversos papers en les seves primeres pel·lícules i projectes.

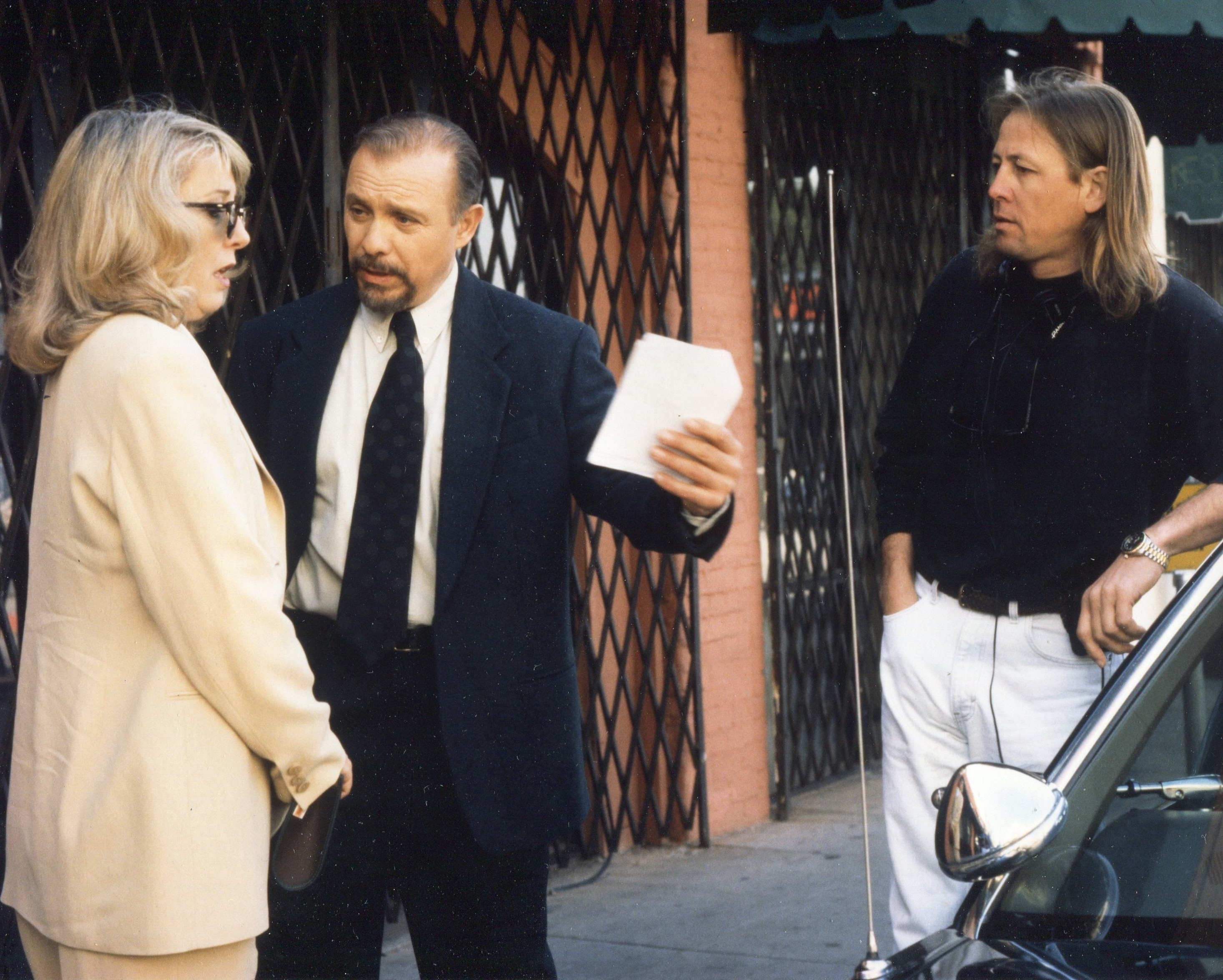
Teri Garr i Hector Elizondo al set de rodatge de Perfect Alibi amb el director Kevin Meyer

Va començar com a ballarina de conjunt sense figurar als crèdits en pel·lícules i programes de televisió per a joves, amb coreografies d'en Winters, incloent Pajama Party, T.A.M.I. Show, Shinding, Hullabaloo i nou aparicions a pel·lícules de l'Elvis Presley (moltes d'elles també amb coreografia d'en Winters) entre elles la que va generar més ingressos, Viva Las Vegas). En una entrevista en la que li van preguntar com era que havia aparegut a tantes pel·lícules de l'Elvis, va respondre «Un dels ballarins del West Side Story (en David Winters) va començar a coreografiar pel·lícules i a cada feina que li encomanaven ell em contractava com una de les ballarines». Així, quan el van contractar per a Viva Las Vegas, aquesta va ser la meva primera pel·lícula."
El primer paper on parlava va ser en una breu aparició fent de damisel·la en un mal pas a la pel·lícula de l'any 1968 Head, dels Monkees.
El primer important va ser a la pel·lícula de Francis Ford Coppola The Conversation, de l'any 1974. La seva aparició a la comèdia El jove Frankenstein, dirigida per Mel Brooks, en el paper d'Inga va significar el seu pas a la fama. Aquí va enllaçar diversos papers en pel·lícules amb èxit, incloent Encontres a la tercera fase (1977) amb en Richard Dreyfuss, Oh, God! (1977) amb en George Burns, The Black Stallion (1979) amb en Mickey Rooney, Mr. Mom (1983) amb en Michael Keaton, After Hours (1985) amb en Griffin Dunne, i Let It Ride (1989), també amb en Dreyfuss. Va ser nominada a l'Oscar pel paper secundari d'amiga d'en Dustin Hoffman a Tootsie (1982).
També apareixia de forma regular a la televisió. Va començar com a ballarina go-go a diversos espectacles de varietats, juntament amb el seu amic Toni Basil. L'any 1966 va aparèixer, sense figurar als crèdits, en un episodi de la sèrie Batman. L'any 1968 va aparèixer tant al The Andy Griffith Show i a Mayberry R.F.D., així com a dos episodis de It Takes a Thief.
L'any 1968 va fer de secretària Roberta Lincoln a l'episodi Missió: la Terra de la sèrie original Star Trek. A l'inici de la dècada dels 70, va formar part del repartiment habitual del programa The Sonny and Cher Comedy Hour, ballant i actuant en esquetxos d'humor. Va tenir un paper recurrent a la sèrie McCloud, i va sortir a les sèries M*A*S*H, The Bob Newhart Show, The Odd Couple, Maude, Barnaby Jones, i Paul Sand in Friends and Lovers. Va presentar tres cops el Saturday Night Live (els anys 1980, 1983 i 1985) i va anar sovint al The Tonight Show Starring Johnny Carson.
Com a convidada habitual del Late Night with David Letterman es va fer famosa per les seves converses fora de guió amb en David Letterman, qui un cop la va picar a dutxar-se a la seva oficina mentre la càmera seguia enregistrant. Va fer el paper de Phoebe Abbott, la mare biològica amb qui no havia tingut contacte na Phoebe Buffay, a la sèrie Friends.

## Vida personal

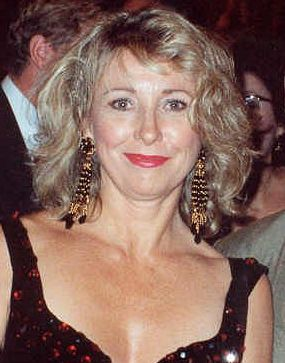
Garr Teri Garr a la gala benèfica del AIDS Project Los Angeles (APLA), setembre de 1990

Va tenir una filla, Molly O'Neil, el novembre de 1993. Es va casar amb el contractista John O'Neil el dia que va néixer la seva filla adoptada. Es van divorciar el 1996.

### Malaltia i mort
L'octubre del 2002, va fer públic que li havien diagnosticar esclerosi múltiple. Després d'anys d'incertesa i secretisme al voltant del seu diagnòstic, va explicar les raons que la van portar a fer-ho públic: «Explico la meva història per primer cop a fi de poder ajudar altra gent. Puc ajudar-los a saber que no estan sols i explicar-los que hi ha raons per a ser optimistes per qué, avui, hi ha tractaments disponibles.» En entrevistes ha comentat que havia notat els primers símptomes durant el rodatge de Tootsie a Nova York.
Després de revelar la seva malaltia, va esdevenir Ambaixadora Nacional de la National Multiple Sclerosis Society i presidenta nacional de la Society's Women Against MS program (WAMS). el novembre del 2005 la van nomenar Ambaixadora de la societat de l'any. Aquest honor només havia estat concedit quatre cops des que la societat s'havia creat.
L'any 2006 va patir un aneurisma cerebral. Amb teràpia va aconseguir recuperar la parla i les habilitats motors que havia perdut i l'any 2008 va aparèixer al Late Show de David Letterman per promocionar Expired, una pel·lícula de l'any 2007 on feia el paper d'una parella de bessones.
No va actuar des de l'any 2007, tot i que va aparèixer en públic a la 19a Annual Race to Erase MS (esclerosi múltiple) l'any 2012. La revista Closer va informar l'any 2015 que donava el mèrit a la bona actitud i al costat que li feia la seva família per combatre la malaltia.
Va morir de complicacions de l'esclerosi múltiple a casa seva el 29 d'octubre de 2024, als 79 anys.

## Premis i nominacions
Premi de l'Acadèmia (Oscar)
- 1983: Nominada a l'Oscar a millor actriu de repartiment per Tootsie

Acadèmia Britànica de Cinematografia i Artes Escèniques (BAFTA)
- 1984: Nominada al BAFTA a millor actriu de repartiment per Tootsie

National Society of Film Critics, USA
- 1983: Tercer lloc com a millor actriu de repartiment per Tootsie

National Board of Review, USA
- 1994 Guanyadora: "Best Acting Ensemble" per Prêt-à-Porter

Academy of Science Fiction, Fantasy & Horror Films, USA
- 1978: Nominada a millor actriu de repartiment per Encontres a la tercera fase

CableACE Awards
- 1983 Nominada a Millor actriu dramàtica al Faerie Tale Theatre per l'episodi "The Tale of the Frog Prince".

## Filmografia
- Fun in Acapulco (1963), ballarina d'acompanyament
- Kissin' Cousins (1964), ballarina d'acompanyament
- Viva Las Vegas (1964), ballarina d'acompanyament
- What a Way to Go! (1964), ballarina d'acompanyament
- Roustabout (1964), ballarina d'acompanyament
- Pajama Party (1964), ballarina d'acompanyament
- T.A.M.I. Show (1964), ballarina d'acompanyament
- John Goldfarb, Please Come Home (1965)
- Red Line 7000 (1965)
- Girl Happy (1965), ballarina d'acompanyament
- Clambake (1967), ballarina d'acompanyament
- Head (1968) -- primer paper on parla
- Changes (1969)
- The Moonshine War (1970)
- The Conversation' (1974)
- El jove Frankenstein (1974)
- Won Ton Ton, the Dog Who Saved Hollywood (1976)
- Oh, God! (1977)
- Close Encounters of the Third Kind (1977)
- Mr. Mike's Mondo Video (1979)
- The Black Stallion (1979)
- Witches' Brew (1980)
- Honky Tonk Freeway (1981)
- One from the Heart (1982)
- The Escape Artist (1982)
- Tootsie (1982)
- The Sting II (1983)
- The Black Stallion Returns (1983)
- Mr. Mom (1983)
- The Winter of Our Discontent (1983)
- Firstborn (1984)
- After Hours (1985)
- Miracles (1986)
- Full Moon in Blue Water (1988)
- Out Cold (1989)
- Let It Ride (1989)
- Short Time (1990)
- The Player (1992)
- Mom and Dad Save the World (1992)
- Pack of Lies (1993)
- Dos ximples molt ximples (Dumb and Dumber) (1994)
- Prêt-à-porter (1994)
- Perfect Alibi (1995)
- Michael (1996)
- A Simple Wish (1997)
- Dick (1999)
- The Sky Is Falling (2000)
- Ghost World (2001)
- Life Without Dick (2002)
- Unaccompanied Minors (2006)
- Expired (2007)
- Kabluey (2007)

### Aparicions breus
- Where Is the Bus? (1966)
- The Absent-Minded Waiter (1977)
- Java Junkie (1979), al Saturday Night Live
- Save the Rabbits (1994)
- God Out the Window (2007)

### Televisió
- Mr. Novak (1 episodi, 1964)
- Dr. Kildare (1 episodi, 1965)
- Batman (episodi 7,uncredited, 1966)
- That Girl (1 episodi, 1967)
- The Andy Griffith Show (1 episodi, 1968)
- Star Trek (1968)
- Mayberry R.F.D. (1 episodi, 1968)
- The Mothers-In-Law (1 episodi, 1969)
- It Takes a Thief (2 episodis, 1969)
- Room 222 (1 episodi, 1969)
- The Sonny and Cher Comedy Hour (13 episodis, 1971–72)
- Banyon (1 episodi, 1972)
- Sesame Street (1 episodi, 1986)
- The New Dick Van Dyke Show (1 episodi, 1973)
- The Burns and Schreiber Comedy Hour (1973)
- The Girl with Something Extra (4 episodis, 1973–74)
- The Bob Newhart Show (2 episodis, 1973–1974)
- McCloud (5 episodis, 1973–75)
- M*A*S*H (2 episodis, 1973–78)
- The Odd Couple (1 episodi, 1974)
- Paul Sand in Friends and Lovers (1 episodi, 1974)
- Barnaby Jones (1 episodi, 1974)
- Maude (1 episodi, 1975)
- Cher (1 episodi, 1975)
- The Sonny and Cher Show (1976–77)
- Law and Order (1976)
- Once Upon a Brothers Grimm (1977)
- Hunter (1 episodi, 1977)
- Saturday Night Live (1 episodi, 1979)
- Doctor Franken (1980)
- Faerie Tale Theatre (1 episodi, 1982)
- Prime Suspect (1982)
- Hallmark Hall of Fame (2 episodis, 1983–87)
- To Catch a King (1984)
- The New Show (1 episodi, 1984)
- Fresno (1986)
- Intimate Strangers (1986)
- Trying Times (1 episodi, 1987)
- Paul Reiser Out on a Whim (1987)
- Teri Garr in Flapjack Floozie (1988)
- Martin Mull Live from North Ridgeville, Ohio (1988)
- A Quiet Little Neighborhood, a Perfect Little Murder (1990)
- Mother Goose Rock 'n' Rhyme (1990)
- Stranger in the Family (1991)
- Good & Evil (1991)
- Tales from the Crypt (1 episodi, 1991)
- Adventures in Wonderland (1992)
- Dream On (1 episodi, 1992)
- Deliver Them from Evil: The Taking of Alta View (1992)
- Fugitive Nights: Danger in the Desert (1993)
- The General Motors Playwrights Theater (1 episodi, 1993)
- Good Advice (1993) (unknown episodis, 1994)
- Duckman: Private Dick/Family Man (1 episodi, 1994)
- Aliens for Breakfast (1994)
- Frasier (1 episodi, 1995)
- Shining Time Station|Shining Time Station Specials (1 episodi, 1995)
- Women of the House (12 episodis, 1995)
- Men Behaving Badly (1 episodi, 1996)
- Double Jeopardy (1996)
- Sabrina, the Teenage Witch (1 episodi, 1997)
- NightScream (1997)
- Ronnie & Julie (1997)
- Murder Live! (1997)
- Friends (3 episodis, 1997–98)
- Casper Meets Wendy (1998)
- Sin City Spectacular (1 episodi, 1998 or 1999)
- Batman Beyond: The Movie (1999) (veu)
- Chicken Soup for the Soul (1999)
- Dr. Katz, Professional Therapist (1 episodi, 1999) (voice, as self)
- ER (1 episodi, 1999)
- Half a Dozen Babies (1999)
- Batman Beyond (8 episodis, 1999–2000)
- King of the Hill (1 episodi, 2000)
- Felicity (1 episodi, 2001)
- A Colder Kind of Death (2001)
- Strong Medicine (1 episodi, 2001)
- What's New, Scooby-Doo? (1 episodi, 2003)
- Life with Bonnie (1 episodi, 2003)
- Greetings from Tucson (1 episodi, 2003)
- Law & Order: Special Victims Unit (1 episodi, 2005)
- Crumbs (1 episodi, 2006)